# We Didn't Start the Fire
We Didn't Start the Fire è un singolo del cantautore statunitense Billy Joel, pubblicato nel 1989 ed estratto dall'album Storm Front.

## Descrizione
Il testo del brano contiene brevi allusioni ad oltre cento eventi avvenuti tra il 1949, anno di nascita di Billy Joel, ed il 1989, anno di uscita della canzone.
La canzone ha ricevuto la candidatura per il Grammy Award alla registrazione dell'anno nel 1990.

## Tracce
7"
1. We Didn't Start the Fire
2. House of Blue Light

## Classifiche
| Classifica (1989) | Posizione massima |
| ----------------- | ----------------- |
| Stati Uniti       | 1                 |
| Regno Unito       | 7                 |